# Cyr-Nestor Yapaupa
Cyr-Nestor Yapaupa (ur. 26 lutego 1970 w Bangassou) – środkowoafrykański duchowny katolicki, biskup Alindao od 2014.

## Życiorys
Święcenia kapłańskie otrzymał 18 marca 2001 i początkowo został inkardynowany do diecezji Bangassou, zaś od 2004 był prezbiterem diecezji Alindao. Pracował głównie jako duszpasterz parafialny oraz jako kapelan różnych diecezjalnych grup. Zasiadał także w kurialnych komisjach do spraw liturgii oraz do spraw nauczania katolickiego. W 2006 mianowany wikariuszem generalnym diecezji Alindao.
14 maja 2012 papież Benedykt XVI mianował go biskupem koadiutorem diecezji Alindao. Sakry biskupiej udzielił mu 22 lipca 2012 prefekt Kongregacji ds. Ewangelizacji Narodów - kard. Fernando Filoni. Rządy w diecezji objął 19 marca 2014 po przejściu na emeryturę poprzednika.